# Április 18.
Április 18. az év 108. (szökőévben 109.) napja a Gergely-naptár szerint. Az évből még 257 nap van hátra.
Névnapok: Andrea, Ilma + Aladár, Apolló, Hermina, Lambert, Uzor, Verner

## Események

### Politikai események
- 1598 – Báthory Zsigmond lemondása után az erdélyi rendek felszólítására felesége, Habsburg Mária Krisztierna erdélyi fejedelemasszony átveszi az uralmat.
- 1616 – Sárospatakon házasságot köt I. Rákóczi György és Lorántffy Zsuzsanna.
- 1701 – Nagysárosi kastélyában letartóztatják II. Rákóczi Ferencet, és előbb Eperjesre, majd Bécsújhelyre szállítják.
- 1791 – Varsóban a nagy szejm megalkotja a városokról szóló törvényt, mely a városi polgárok helyzetét rendezte a fekete menet követeléseinek megfelelően; a törvény a május 3-i alkotmány részévé vált.
- 1949 – Az Ír Köztársaság deklarálja az Brit Nemzetközösségből való kilépését.
- 1951 – Aláírják a párizsi szerződést. Létrejön az Európai Szén- és Acélközösség, az Európai Unió alapja.
- 1977 – Carter amerikai elnök energiatakarékossági programot jelent be.
- 1980 – Rhodesia elnyeri függetlenségét Zimbabwe néven.
- 2008 – A NATO és az Európai Unió támogatásáról biztosította Grúziát azzal kapcsolatban, hogy Oroszország szorosabbra akarja fonni kapcsolatait a szakadár grúziai köztársaságokkal.

### Tudományos és gazdasági események
- 1925 – Megnyílik az első Budapesti Nemzetközi Vásár.
- 1925 – 23 ország rádióamatőrei aláírják a Nemzetközi Rádióamatőr Szövetség (IARU) alkotmányát Párizsban.
- 2008 – A BKV–szakszervezetek egész napos sztrájkot hirdetnek.

### Kulturális események
- 1930 – A BBC bejelenti, hogy „Ma nincs hír”. Helyette a 20:45-ös hírblokkban tizenöt perc zongorazenét játszanak le.[1]
- 1982 – Felavatják az ópusztaszeri Nemzeti Történeti Emlékparkot.

#### Irodalmi, színházi és filmes események
- 1832 – Széchenyi István Magyar Játékszínrül című munkája megjelenik Pesten.

### Sportesemények
Formula–1
- 1971 –  spanyol nagydíj, Montjuich Park - Győztes: Jackie Stewart  (Tyrrell Ford)
- 2010 –  kínai nagydíj, Shanghai - Győztes: Jenson Button  (McLaren Mercedes)
- 2021 –  emilia-romagnai nagydíj, Imola - Győztes: Max Verstappen  (Red Bull Honda)

### Egyéb események
- 1906 – Egy 7,8-as erősségű földrengés lerombolja San Francisco nagy részét.

## Születések
- 1480 – Borgia Lukrécia, VI. Sándor pápa leánya († 1519)
- 1590 – I. Ahmed, az Oszmán Birodalom 14. szultánja († 1617)
- 1694 – Ambrózy György evangélikus prédikátor, szuperintendens († 1746)
- 1725 – Emmanuel de Rohan-Polduc, a Máltai lovagrend 70. nagymestere († 1797)
- 1772 – David Ricardo brit üzletember, politikus, az angol klasszikus közgazdaságtan egyik legnagyobb alakja († 1823)
- 1805 – Vidos József nemzetőr parancsnok, kormánybiztos († 1849)
- 1808 – Karacs Teréz magyar pedagógus, író,  a nőnevelés egyik úttörője († 1892)
- 1863 – Leopold von Berchtold gróf, osztrák politikus, 1912–15-ig az Osztrák–Magyar Monarchia külügyminisztere († 1942)
- 1877 – Fekete Zoltán erdőmérnök, botanikus,  Magyar Tudományos Akadémia levelező tagja († 1962)
- 1882 – Leopold Stokowski angol karmester († 1977)
- 1885 – Müller Antal magyar szabó, szakiparos, országgyűlési képviselő († 1951)
- 1892 – Bolesław Bierut lengyel kommunista politikus, Sztálin követője, pártfőtitkár, az Államtanács elnöke († 1956)
- 1901 – Németh László Kossuth-díjas magyar író, drámaíró, esszéista († 1975)
- 1904 – Barsi Ödön magyar színész, író, rendező († 1963)
- 1907 – Lars Ahlfors finn matematikus († 1996)
- 1907 – Rózsa Miklós magyar származású amerikai filmzeneszerző († 1995)
- 1910 – Horváth János magyar mikrobiológus († 1970)
- 1914 – Gábor Éva magyar grafikus, báb- és díszlettervező, karikaturista, író († 2003)
- 1916 – Tűz Tamás győri születésű emigráns pap-költő († 1992)
- 1918 – Dick Fraizer amerikai autóversenyző († 1995)
- 1920 – Ács Ilona magyar úszó († 1976)
- 1921 – Gyarmati László magyar orvos, toxikológus, egyetemi tanár († 1980)
- 1923 – Sidó Ferenc kilencszeres világbajnok asztaliteniszező († 1998)
- 1927 – Samuel P. Huntington amerikai történész, politológus († 2008)
- 1930 – Kovács Dénes Kossuth-díjas magyar hegedűművész († 2005)
- 1938 – Hannes Androsch osztrák alkancellár († 2024)
- 1939 – Ragályi Elemér Kossuth-díjas magyar operatőr († 2023)
- 1940 – Gordon Spice brit autóversenyző
- 1942 – Jochen Rindt (Karl-Jochen Rindt) osztrák autóversenyző, a Formula–1 egyetlen posztumusz világbajnoka († 1970)
- 1943 – Inotai András magyar közgazdász, a Magyar Tudományos Akadémia Világgazdasági Kutató Intézetének volt igazgatója
- 1947 – James Woods amerikai színész
- 1948 – Catherine Malfitano olasz–amerikai opera-énekesnő (szoprán)
- 1948 – Magyar Mária magyar színésznő († 2023)
- 1949 – Buffó Rigó Sándor cigányprímás, a 100 Tagú Cigányzenekar vezetője  († 2014)
- 1956 – Eric Roberts amerikai színész, Julia Roberts színésznő bátyja
- 1959 – Csurja Tamás magyar operaénekes (bariton) († 1989)
- 1965 – Camille Coduri angol színésznő
- 1968 – David Hewlett angliai születésű kanadai színész
- 1971 – David Tennant (születési nevén David John McDonald) skót színész
- 1976 – Melissa Joan Hart amerikai színésznő
- 1977 – Bryce Johnson amerikai színész
- 1979 – Anthony Davidson (Anthony Denis Davidson) brit autóversenyző
- 1981 – Müller Attila magyar színész, műsorvezető
- 1983 – Huszti Szabolcs magyar labdarúgó
- 1986 – Nagy Róbert magyar színész
- 1991 – Antal Balázs magyar sportlövő
- 1993 – Ticz András magyar színész
- 1995 – I Szungjun dél-koreai íjász
- 1997 – Robert Glință román úszó

## Halálozások
- 1558 – Hürrem szultána (vagy április 15.), I. Szulejmán oszmán szultán felesége
- 1660 – Lorántffy Zsuzsanna I. Rákóczi György erdélyi fejedelem özvegye (* 1600)
- 1690 – V. Károly lotaringiai herceg, császári-királyi tábornagy (* 1643)
- 1779 – Fazola Henrik német születésű, Egerben működő lakatosmester, vasgyártulajdonos (* 1730 körül)
- 1792 – Hell Miksa (er. Maximilian Hell) jezsuita pap, csillagász (* 1720)
- 1846 – Jankovich Miklós könyv-, régiség- és műgyűjtő, történész, az MTA tagja (* 1772)
- 1872 – Ann Preston amerikai kvéker orvosnő, egyetemi tanár, politikus (* 1801)
- 1873 – Justus von Liebig német kémikus (* 1803)
- 1898 – Gustave Moreau francia festőművész, a szimbolizmus képviselője (* 1826)
- 1929 – Erdélyi Mór nyomdász, szociáldemokrata politikus (* 1877)
- 1936 – Ottorino Respighi olasz zeneszerző (* 1879)
- 1945 – Sir John Ambrose Fleming brit fizikus, az elektroncsöves dióda feltalálója (* 1849)
- 1947 – Jozef Tiso szlovák pap, politikus (* 1887)
- 1955 – Albert Einstein német születésű fizikus, Nobel-díjas , a relativitáselmélet kidolgozója (* 1879)
- 1959 – Szabédi László (családi nevén Székely László) erdélyi magyar költő, egyetemi professzor, a Bolyai egyetem tanszékvezető tanára (* 1907)
- 1963 – Csoór Lajos magyar író, újságíró, lapszerkesztő, országgyűlési képviselő (* 1893)
- 1974 – Marcel Pagnol francia író, drámaíró, akadémikus (* 1895)
- 1990 – Bob Drake amerikai autóversenyző (* 1919)
- 1994 – Aczél Tamás magyar író, újságíró (* 1921)
- 2000 – Pártos Erzsi magyar színésznő (* 1907)
- 2002 – Thor Heyerdahl norvég tengerbiológus, antropológus, felfedező (* 1914)
- 2013 – Edelsheim-Gyulai Ilona, Horthy István felesége (* 1918)
- 2016 – Aleah Stanbridge dél-afrikai énekesnő, a Trees of Eternity együttes alapítója (* 1976)
- 2017 – Sz. Jónás Ilona magyar történész, középkor-kutató (* 1929)
- 2018 – Krajczár Károly szlovén-magyar pedagógus, népmesegyűjtő (* 1936)
- 2023 – Magyar Mária magyar színésznő (* 1948)
- 2023 – Török Ádám Máté Péter-díjas magyar énekes, fuvolista, dalszövegíró (* 1948)

## Nemzeti ünnepek, emléknapok, világnapok
- Műemléki Világnap, a Forster Gyula-díj és a Schönvisner István-emlékérem átadása
- Rádióamatőr világnap. ( 1925., ARRL )
- Zimbabwe: A függetlenség napja (1980)